# Assemblées de la Pentecôte du Canada
Pour les articles homonymes, voir ADPC.
Les Assemblées de la Pentecôte du Canada ou ADPC  (Pentecostal Assemblies of Canada ou PAOC en anglais) sont une association chrétienne évangélique d'églises pentecôtistes, regroupant 1,047 églises de diverses langues au Canada.  Le siège est situé à Mississauga, Canada. Elle est membre de l'Alliance évangélique du Canada et de l'Association mondiale des Assemblées de Dieu. 

## Histoire
L’association a ses origines dans l’adoption des croyances pentecôtistes par diverses églises dans la Vallée de l'Outaouais (Ontario), notamment par les prédications du pasteur méthodiste canadien Robert McAllister qui a visité le Réveil d'Azusa Street de 1906,. L’association est officiellement fondée en 1919 par 33 églises pentecôtistes,. En 1920, les APOC choisissent de s'affilier aux Assemblées de Dieu. En 1951, elles comptent 95 000 membres et 231 000 en 1994 .  En 1969, le programme FLITE (Formation Linguistique Intensive pour la Transmission de l'Évangile), pour les diplômés anglophones des  collèges bibliques, est implanté à l'Université Laval . Ce programme vise à offrir du personnel dans les églises francophones du Québec. C'est en 1984, que des femmes sont ordonnées pasteur pour la première fois. Selon un recensement de l’association d’églises de 2022, elle aurait 1,047 églises et 271,893 d’adhérents .

## Croyances
L’union a une confession de foi pentecôtiste . Elle est membre de l’Association mondiale des Assemblées de Dieu .

## Instituts de théologie
Elle a 8 instituts de théologie . 

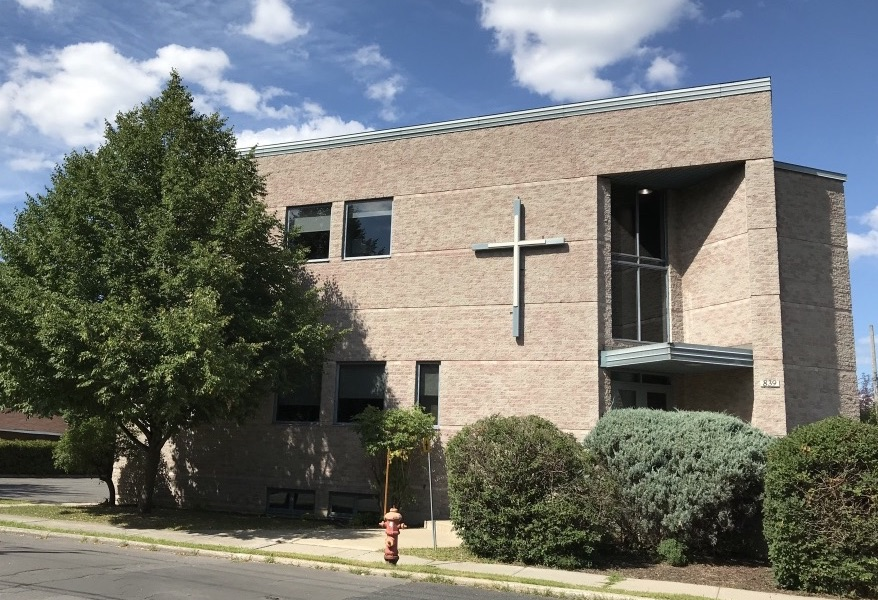
Institut biblique du Québec, à Longueuil.

Le Master's College and Seminary a été fondé en 1939 à Toronto . L'Institut biblique du Québec a été fondé en 1997 à Longueuil.

## Programmes sociaux
ERDO est l'organisme humanitaire de l'APDC qui est impliqué dans des projets de développement et intervient lors de crises humanitaires,, .

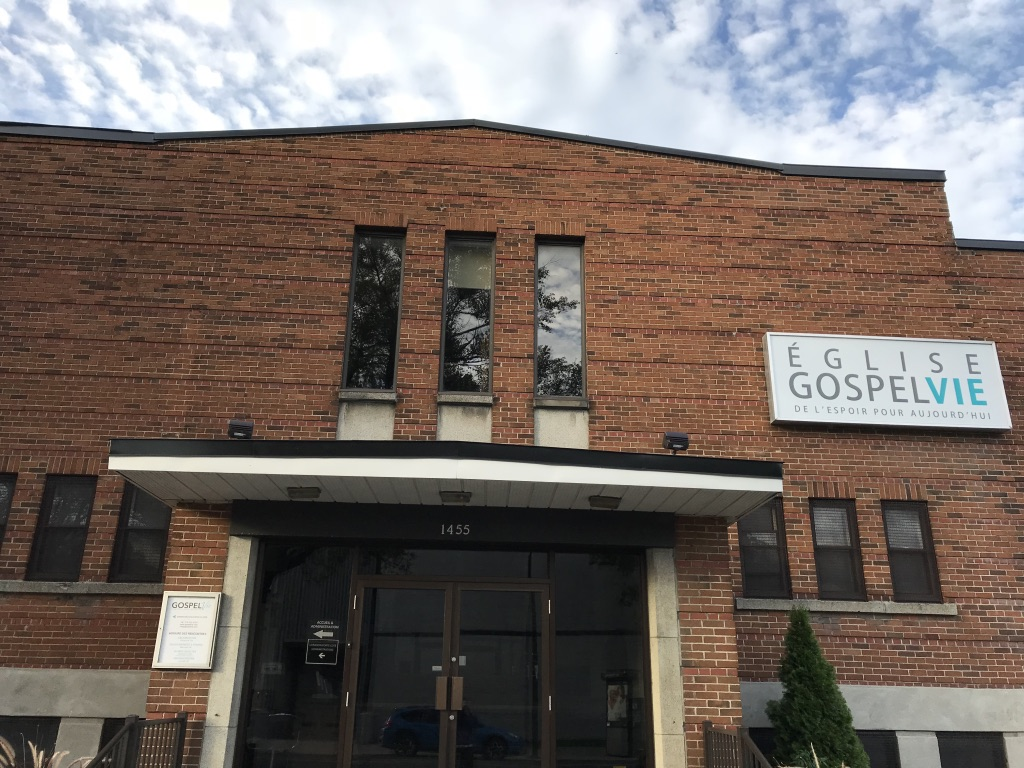
Bâtiment de l’Église Gospelvie à Montréal, affiliée à l’union.